# Marionnettistes de Pierson
Les Marionnettistes de Pierson sont un peuple fictif de l’« Univers Connu » de Larry Niven.

## Physiologie
Herbivores, « mangeurs de feuilles » pour les Kzinti, les Marionnettistes de Pierson possèdent une anatomie non androïde. Ressemblant vaguement à des gros oiseaux tels que les autruches, ils ont deux « têtes » présentant chacune un œil et des lèvres extrêmement précises leurs servant de doigts. Leur cerveau n’est pas logé dans leurs « têtes », mais protégé dans une bosse osseuse au sommet de leur buste. Une fourrure couvre cette bosse : lisse chez les Marionnettistes « normaux », elle est ébouriffée chez Nessus, qui en parle comme de la marque de son anormalité.
L’appareil vocal des Marionnettistes est très polyvalent et leur permet d’imiter n’importe quel langage ou son. Leur langage est très musical et riche en nuances.
Ils se déplacent au moyen de trois pattes : deux à l’avant et une patte postérieure. Cette dernière, très puissante, sert de moyen de défense. Il est dit que Nessus aurait blessé un Kzinti par une ruade de cette patte (L'Anneau-Monde,, p. 16), et il a assurément tué un humain (id., p. 196). Cependant, les Marionnettistes refusent d’envisager consciemment ce recours, car ils ne peuvent concevoir qu'ils puissent se battre eux-mêmes.
Ils se « décorent » souvent de bijoux.
Les Marionnettistes ne peuvent avoir recours à aucun moyen de contraception : leur physiologie ne le leur permet pas. Pour cette raison, leur population a explosé pendant des siècles, jusqu'à atteindre mille milliards d'individus sur un seul monde. Outre des problèmes logistiques évidents, cette surpopulation a surchauffé leurs mondes par le simple dégagement d'énergie qu'une importante communauté engendre. Pour ne pas mourir, les Marionnettistes ont décrété un contrôle des naissances draconien.

## Psychologie
Les Marionnettistes sont des lâches pathologiques. Ils refusent catégoriquement de prendre le moindre risque, de quelque manière que ce soit. Ils ne veulent prendre l’espace que dans leurs propres navires, étudiés pour une sécurité absolue ; et même alors, ce n’est que contraints et forcés. Ils vont jusqu’à déplacer leurs planètes avec eux pour ne pas quitter la sécurité de leurs foyers, constituant ainsi la flotte des mondes marionnettiste. Cela va jusqu’à la paranoïa : dans L'Anneau-Monde, le matériel de l’équipe est truffé de fonctionnalités que seul Nessus peut activer, par précaution, afin que ses partenaires ne le retournent pas contre lui. (Il est vrai que dans le cas du Kzin Parleur-aux-Animaux, cette précaution n'est pas superflue.)
Nessus est un cas extrêmement rare car il est « fou » : il peut prendre des risques quand il est motivé. Dans son cas, la motivation est la pulsion de reproduction. Nessus subodore que cette « folie » peut devenir un atout pour sa race, si on le laisse vivre, en produisant des explorateurs et des ambassadeurs. Il passe par des phases cyclothymiques d’exaltation et de dépression.
Nessus prétend ne pas avoir d’humour : « l’humour est associé à l’interruption d’un mécanisme de défense. […] Aucun être raisonnable n’interrompt un mécanisme de défense » (L’Anneau-Monde, p. 86). Ce qui, en d’autres termes, veut dire que les Marionnettistes, qui se trouvent raisonnables, trouvent les autres races folles de faire de l'humour alors qu'un danger menace (et pour les Marionnettistes, il y a toujours du danger). Teela Brown, elle, pense plutôt que ce manque d'humour vient de la frustration reproductrice !

## Gouvernement
La race des Marionnettistes est unie et gouvernée par un chef que l’on nomme l’Ultime. « Je suis l’Ultime de ce vaisseau »[réf. nécessaire] dit Nessus pour couper court à toute discussion. L’Ultime doit tenir compte de l’avis de Ceux-Qui-Dirigent, titre dont Nessus précise qu’il s’agit plutôt de « Ceux-Qui-Dirigent-en-Coulisses ». On a donc une structure de pouvoir informelle qui s’explique sans doute par le refus paniqué de prendre des responsabilités.
L'Ultime est un des héros du second tome de la série, Les Ingénieurs de l'Anneau-Monde.
Deux factions alternent au pouvoir chez les Marionnettistes : les Conservateurs et les Expérimentalistes. Ces derniers sont généralement au pouvoir pendant les crises. Au vu de ce qui peut être perçu comme une « crise » par les Marionnettistes, ce n’est pas rarissime.

## Économie
Les Marionnettistes avaient jadis (deux cents ans avant le Cycle de l'Anneau-Monde) un empire commercial immense dans l’Espace connu, basé sur des centres commerciaux très bien achalandés et sur une firme, les Produits généraux, dont la réputation reposait sur des articles d’une sécurité à toute épreuve, chose normale pour les Marionnettistes.
Ils ont tout abandonné pour fuir un cataclysme galactique qui ne les aurait pourtant touchés que dans dix mille ans (leur instinct de conservation est vraiment hypertrophié). L’Anneau-Monde raconte en grande partie leurs efforts cachés pour trouver comment s’assurer à nouveau cette sécurité économique et politique, dans le futur, à travers leurs relations avec les humains et les Kzinti.